# Усен (Норвегия)
Усен (норв. Osen) — коммуна в губернии Сёр-Трёнделаг в Норвегии. Административный центр коммуны — город Стейнсдален. Официальный язык коммуны — букмол. Население коммуны на 2007 год составляло 1041 чел. Площадь коммуны Усен — 387,09 км², код-идентификатор — 1633.

## История населения коммуны
Население коммуны за последние 60 лет.

Статистика коммуны Усен